# Deux-Chaises
 Deux-Chaises  es una población y comuna francesa, situada en la región de Auvernia, departamento de Allier, en el distrito de Moulins y cantón de Le Montet.

## Demografía
| 736 | 664 | 537 | 501 | 438 | 414 |
| Para los censos de 1962 a 1999 la población legal corresponde a la población sin duplicidades (Fuente: INSEE [Consultar]) |     |     |     |     |     |